# Paleosminthurus juliae
Paleosminthurus juliae är en myrart som beskrevs av Pierce och Gibron 1962. Paleosminthurus juliae ingår i släktet Paleosminthurus och familjen myror. Inga underarter finns listade i Catalogue of Life.